# Казахстанско-эмиратские отношения
Дипломатические отношения между Республикой Казахстан и Объединёнными Арабскими Эмиратами (ОАЭ) были установлены 1 октября 1992 года. Посольство Казахстана в ОАЭ открылось в сентябре 2006 года, с 1997 года функционирует генеральное консульство Казахстана в городе Дубай. Посольство ОАЭ в Казахстане было открыто в 2005 году.

## История отношений
Отношения между Казахстаном и ОАЭ развиваются в атмосфере взаимного понимания и доверия. Это подкрепляется позитивной динамикой контактов на высшем и высоком уровнях. Прочный фундамент двусторонних отношений был заложен в результате официальных и рабочих визитов первого президента Казахстана Нурсултана Назарбаева в ОАЭ (1998, 2000, 2004, 2005, 2006, 2008, 2009, 2010, 2011, 2012, 2013, 2014, 2016, 2017 годы), а также ответного официального визита президента ОАЭ Халифы ибн Заида Аль Нахайяна в Казахстан в 2008 году и его частных визитов в 2004, 2006, 2007, 2009, 2010, 2011 и 2013 годах.
18-22 января 2004 года состоялся официальный визит президента Казахстана Нурсултана Назарбаева в ОАЭ. В рамках визита он провёл встречи с президентом ОАЭ Заидом ибн Султаном Аль Нахайяном, наследным принцем Абу-Даби, заместителем главнокомандующего вооружёнными силами ОАЭ Халифой ибн Заидом Аль Нахайяном, наследным принцем эмирата Дубай Мохаммедом ибн Рашидом Аль Мактумом, руководством Фонда развития Абу-Даби. Президент также принял участие в бизнес-форуме, посетил Дубайский международный финансовый центр, свободную экономическую зону «Джебель Али».
В рамках официального визита в ОАЭ 16-17 марта 2009 года президент ОАЭ шейх Халифа бен Заид Аль Нахаян вручил президенту Казахстана Нурсултану Назарбаеву высшую награду ОАЭ — орден Заида за особые заслуги в деле развития двусторонних отношений. В свою очередь, глава государства наградил президента ОАЭ высшей наградой Республики Казахстан — орденом «Алтын Қыран». Во время этого визита также был проведён первый раунд политических консультаций, по итогам которых был подписан Меморандум о политических консультациях между министерствами иностранных дел. 12 мая 2010 года в Астане и 28 ноября 2011 года в Абу-Даби были проведены второй и третий раунды политических консультаций. В ходе заседаний стороны отметили практическое совпадение позиций по основным глобальным и региональным вопросам.
Состоявшийся 28-30 октября 2014 года рабочий визит президента Нурсултана Назарбаева в ОАЭ стал новым прорывным этапом в развитии казахско-эмиратских отношений. В соответствии с программой визита, 28 октября 2014 года в городе Дубай глава государства принял участие в работе 10-го заседания Всемирного исламского экономического форума, по итогам которого состоялась церемония награждения Нурсултана Назарбаева премией «Глобальный лидер по исламским финансам» Global Islamic Finance Awards (GIFA). В церемонии награждения принял участие вице-президент, премьер-министр ОАЭ, правитель эмирата Дубай Мохаммед ибн Рашид Аль Мактум.
30 октября 2014 года Назарбаев провёл переговоры с наследным принцем Абу-Даби, заместителем главнокомандующего вооружёнными силами ОАЭ Мухаммадом ибн Заидом Аль Нахайяном. В ходе переговоров были рассмотрены приоритетные вопросы развития двусторонних отношений в торгово-экономической, инвестиционной и культурно-гуманитарной сферах.
15-16 января 2017 года состоялся очередной официальный визит президента Назарбаева в ОАЭ. Президент провёл встречу с наследным принцем Абу-Даби, заместителем верховного главнокомандующего вооружёнными силами ОАЭ Мухаммадом ибн Заидом Аль Нахайяном, посетил свободную финансовую зону Abu Dhabi Global Market, принял участие в церемонии открытия X Всемирного саммита «Энергия будущего» и вручении премии Zayed Future Energy Prize, прошедшие с участием высших государственных лиц ОАЭ, глав государств и правительств других стран. В ходе визита также состоялась встреча Назарбаева с представителями бизнес-элиты ОАЭ.
На прошедшей 30 января 2017 года в Алматы официальной церемонии открытия Зимней Универсиады 2017 в качестве почётного гостя участие принял заместитель премьер-министра ОАЭ, министр по делам президента ОАЭ Мансур ибн Заид Аль Нахайян. Кроме того, 7 февраля 2017 года в Абу-Даби Мансур ибн Заид Аль Нахайян принял казахскую делегацию во главе с президентом компании АО «Казахстанские железные дороги» Канатом Алпысбаевым. В ходе встречи были обсуждены ряд инфраструктурных проектов.
29 мая — 1 июня 2016 года состоялся первый визит председателя Федерального национального совета ОАЭ Амаль аль-Кубейси в регион Центральной Азии для участия в международной конференции «Религия против терроризма». В ходе визита были проведены двусторонние встречи с госсекретарём Казахстана Гульшарой Абдыкаликовой, председателем Сената Парламента Касым-Жомартом Токаевым и председателем Мажилиса Парламента Бактыкожой Измухамбетовым. Кроме того, Амаль аль-Кубейси выступила с лекцией в Евразийском национальном университете имени Л. Н. Гумилёва, по завершении которой ей было присвоено звание почётного профессора университета.
29-30 мая 2016 года состоялся визит в Казахстан делегации Космического агентства ОАЭ во главе с председателем Халифой Мухаммедом Тани ар-Румейси, по итогам которого между Аэрокосмическим комитетом МИР РК и Космическим агентством ОАЭ был подписан Меморандум о взаимопонимании в области исследования и использования космического пространства в мирных целях. Хамад Мухаммед Тани ар-Румейси также принял участие в 4-й Международной выставке вооружений и военной техники «KADEX-2016».

## Торгово-экономические отношения
В феврале 2006 года между странами был подписан «План действий: Республика Казахстан — Объединённые Арабские Эмираты», предусматривающий реализацию крупных инвестиционных проектов в металлургическом и нефтехимическом секторах Казахстана. По данным Национального банка Казахстана, валовый приток прямых инвестиций из ОАЭ в Казахстан за 2005—2023 годы составил 3,7 млрд долларов США, из Казахстана в ОАЭ — 1,2 млрд долларов.
Внешнеторговый товарооборот между Казахстаном и ОАЭ в 2009 году составил 163 млн долларов США, в 2010 году — 124,4 млн долларов США. Товарооборот за 2023 года составил 328,9 млн долларов (из них казахстанский экспорт в ОАЭ — 210,3 млн).

## Списки послов

### Послы Казахстана в ОАЭ
1. Аскар Мусинов (2006—2013)
2. Кайрат Лама-Шариф (2013—февраль 2019)
3. Мадияр Менилбеков (26 февраля 2019 — 18 апреля 2024)
4. Нажмедин Мухаметалиулы (18 апреля 2024 — 23 мая 2025)
5. Рауан Жумабек (23 мая 2025 — н. в.)

### Послы ОАЭ в Казахстане
1. Ибрахим Хассан Саиф (2005−2013)
2. Сухейль Матар Саид Хаза Алькетби (2013—2016)
3. Мохаммад Ахмад Султан Эсса Альджабер (2016—2020)
4. Мухаммед Саид Мухаммед аль-Арики (2021 — н.в.)